# Championnat du monde d'échecs 1910 (Lasker-Janowski)
Pour les articles homonymes, voir Championnat du monde d'échecs 1910.

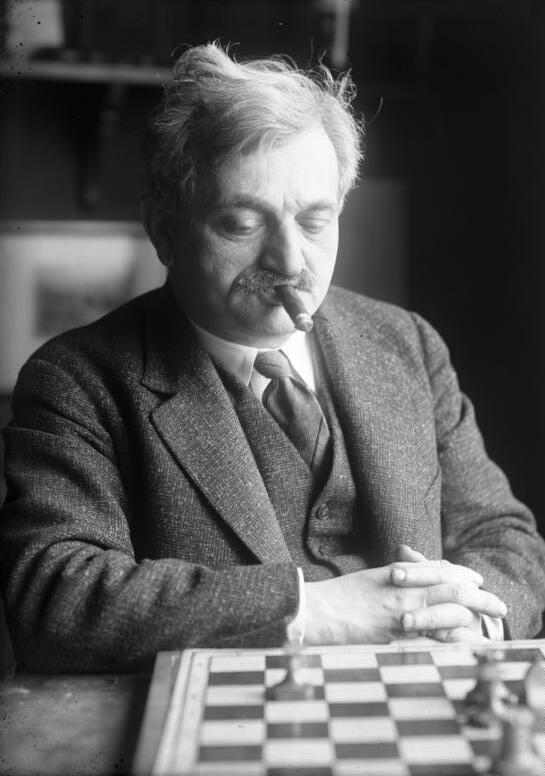
Emanuel Lasker en 1933.

Le second Championnat du monde d'échecs 1910 a vu s'affronter Emanuel Lasker et David Janowski. Il a été joué du 8 novembre au 9 décembre à Berlin. Lasker a conservé son titre à l'issue du match.

## Contexte
Lasker et Janowski se sont affrontés au cours de deux matchs d'exhibition en 1909, le premier s'est conclu sur un match nul (+2 -2) et le second a été nettement remporté par Lasker (+7 =2 -1). Le second est parfois qualifié de championnat du monde 1909, mais les recherches menées par l'historien Edward Winter indiquent que le titre n'était pas en jeu.

## Résultats
Le premier joueur à remporter huit parties était déclaré champion.
|                | 1 | 2 | 3 | 4 | 5 | 6 | 7 | 8 | 9 | 10 | 11 | Victoire |
| -------------- | - | - | - | - | - | - | - | - | - | -- | -- | -------- |
| Emanuel Lasker | 1 | = | = | 1 | 1 | = | 1 | 1 | 1 | 1  | 1  | 8        |
| David Janowski | 0 | = | = | 0 | 0 | = | 0 | 0 | 0 | 0  | 0  | 0        |